# Ananda (hinduizm)
Ananda (sanskrytआनन्द, trl. ānanda) – pojęcie należące do filozofii hinduistycznej oraz jogi i tantry. W kulturze indyjskiej popularne imię lub człon imienia.
Oznacza stan szczęśliwości i błogości niezależnych od czynników i wpływów zewnętrznych. Szczęście samoistne doświadczane z głębi jaźni (błogość Jaźni) lub z mocy obcowania z bóstwem. To szczęście płynące z Jaźni jest ciągle świeże, nieustannie się odnawia.
Wedle nauk księgi Jogasutry trzecia z czterech zasadniczych oznak najniższego rodzaju Samourzeczywistnienia (t.j. samprajńata samadhi) na ścieżce duchowej.
Śiwaizm wyróżnia siedem poziomów doświadczenia anandy na coraz wyższych stopniach realizacji duchowej i oświecenia, jednak stan podstawowy, nidźānanda – niezależność błogości od czynników zewnętrznych musi być trwały.
Osoba, która osiąga anandam, staje się wolna od pożądania środków dających chwilową rozkosz czy przyjemność, nie popada w nałogi ani psychodeliczne relacje międzyludzkie, nie potrzebuje narkotyków ani używek. Stosunek do zewnętrznych środków zadowalania i chwilowej przyjemności włącznie z seksem dobrze oddają słowa: "może ale nie musi".
Prosta deprywacja (odstawienie) emocjonalnie ulubionych potraw, czy badanie sposobu znoszenia dłuższego postu, reakcje na nagłe i niezasłużone reprymendy od mistrza, czy wysłanie ucznia do zajęć jakich nie cierpiał w życiu pokazuje szybko, czy stan anandam został osiągnięty, czy też błogość jest udawana albo wytworzona przez chwilowo miły nastrój.